# Ножка мозга
Ножки мозга — парные структуры, расположенные книзу (вентральнее) от Сильвиева водопровода и относящиеся к структурам среднего мозга хордовых животных. Верхняя часть ножек мозга прилегает к покрышке среднего мозга. Однако в другом определении понятия «ножки мозга», они включают в себя покрышку среднего мозга, то есть в этом определении самая верхняя часть ножек мозга — это и есть покрышка среднего мозга. Самая нижняя и передняя часть ножек мозга называется основанием мозга или основаниями ножек мозга.
Как в покрышке среднего мозга (или самой верхней части ножек мозга, согласно одному из определений этого термина), так и в основании ножек мозга (в их самой нижней части), проходят волокна кортикоспинального пути, как восходящие, так и нисходящие. Восходящие пути от спинного мозга они проходят через основания ножек мозга или через покрышку среднего мозга, затем через таламус или внутреннюю капсулу, и затем в соматосенсорные и висцеросенсорные области коры больших полушарий головного мозга. Нисходящие волокна, идущие в обратном направлении, от коры больших полушарий к спинному мозгу, также проходят на своём пути через ножки мозга.
В одной из интерпретаций термина «ножки мозга» принято считать, что средняя часть ножек мозга содержит так называемую чёрную субстанцию (буквально «чёрное вещество»). Однако в другой интерпретации термина «ножки мозга», чёрная субстанция к ним не относится (в этой интерпретации её относят к покрышке среднего мозга). В любом случае, именно чёрная субстанция является границей между покрышкой среднего мозга и «собственно» ножками мозга. Несмотря на анатомическую принадлежность к структурам среднего мозга и эмбриональное развитие из среднего мозгового пузыря (мезэнцефалона), функционально чёрная субстанция относится к базальным ядрам и входит в состав структур экстрапирамидной системы, и участвует в регуляции и координации движений. Чёрная субстанция называется так потому, что она является единственной областью во всей нервной системе, как центральной, так и периферической, нейроны которой содержат чёрный пигмент — меланин.
Между ножками мозга, в основании мозга, расположена межножковая ямка — та часть межножковой цистерны, которая целиком расположена между ножками мозга. В свою очередь, межножковая цистерна является передней частью задней базальной цистерны. Межножковая цистерна расположена в основании черепа, омывает спинномозговой жидкостью снизу средний мозг, и простирается от варолиева моста до сосцевидных телец гипоталамуса.
Между ножками мозга также выходит глазодвигательный нерв, а блоковый нерв огибает наружную поверхность ножек мозга. Глазодвигательный нерв ответственен за миоз (сужение зрачка, парасимпатическую реакцию) и некоторые виды движений глаз.

## Дополнительные изображения

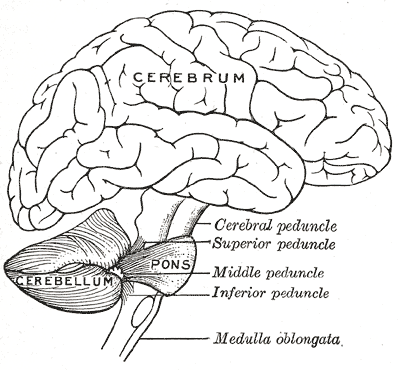
Схема, показывающая соединения некоторых частей головного мозга между собой.
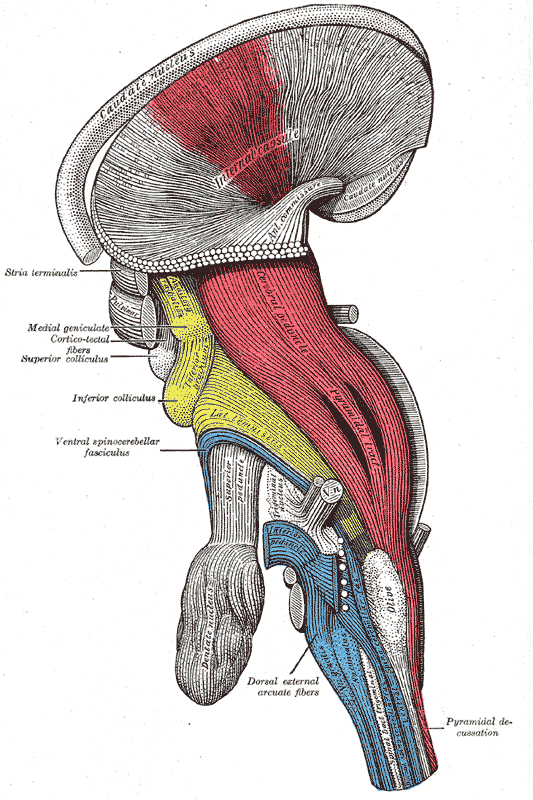
Глубокий разрез ствола мозга. Вид сбоку (латеральный вид).
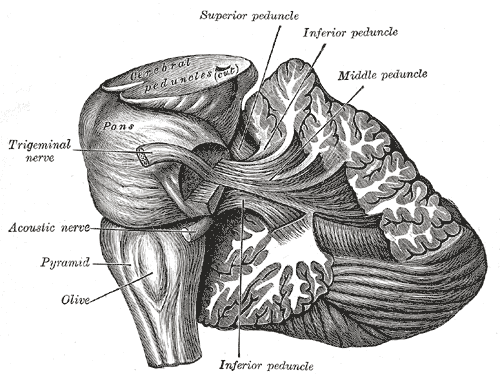
Разрез, показывающий, куда идут нервные волокна (аксоны) проекций от нейронов мозжечка.
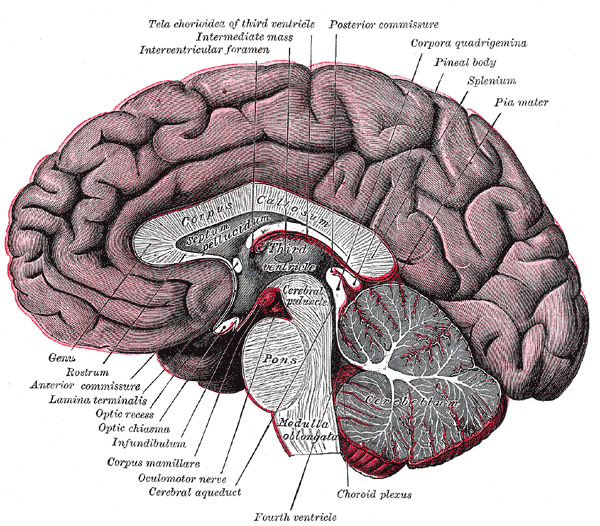
Головной мозг человека. Разрез по медианной (срединной) сагиттальной плоскости.
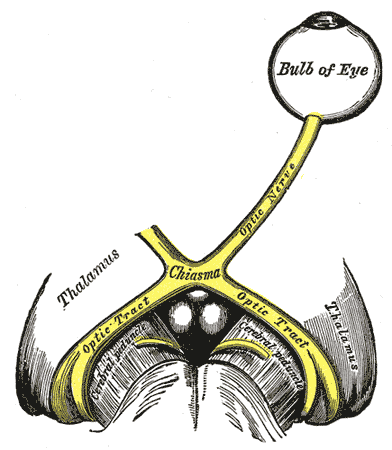
Левый зрительный нерв и зрительные тракты.
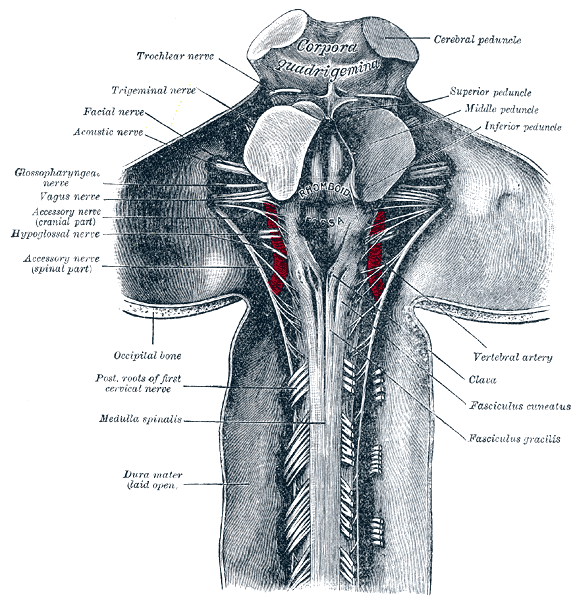
Верхняя часть спинного мозга, ромбовидный мозг (мост и мозжечок), и средний мозг. Вид сзади. Показано на разрезе тела, без изъятия мозга из тела.
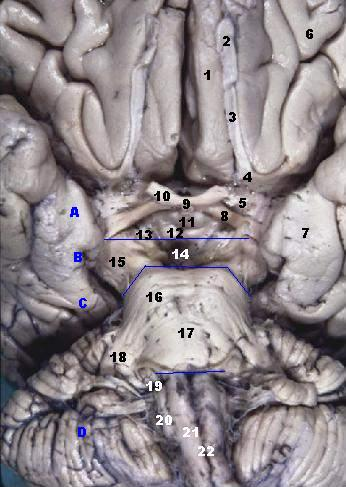
Ствол мозга человека, вид спереди.